# Ilmarinen
Seppo Ilmarinen is de eeuwige ontwerper, smid en uitvinder in Kalevala uit de Finse mythologie.
Hij is onsterfelijk, en in staat om praktisch alles te creëren, (hij is alleen nogal ongelukkig in de liefde).
Zijn belangrijkste werken zijn de bouw van de "koepel van de hemel" en het smeden van de sampo.

## Verhalen over Ilmarinen

### Het smeden van de Sampo

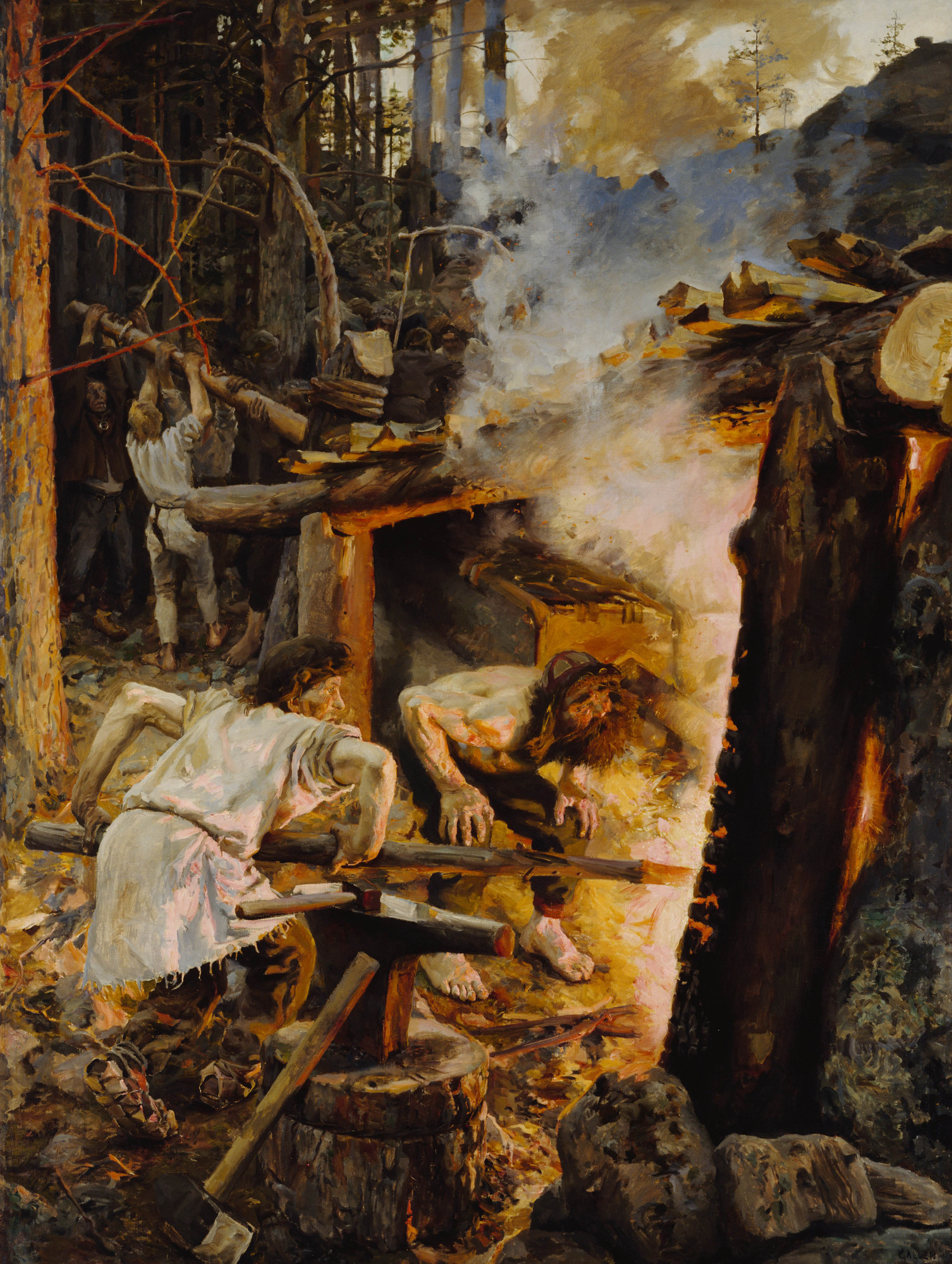
Ilmarinen smeedt de Sampo

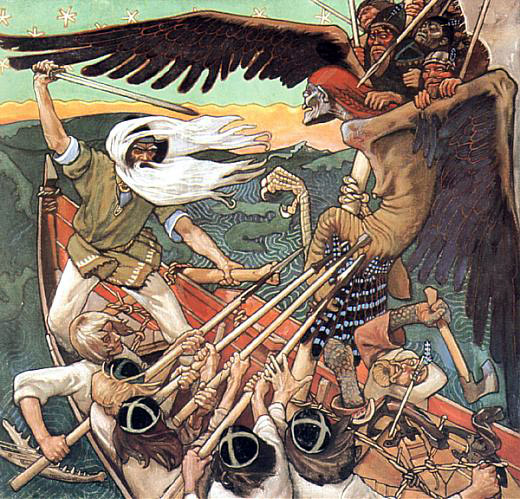
De verdediging van de Sampo

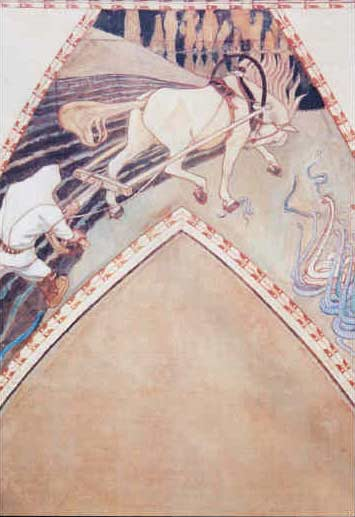
Ilmarinen ploegt

Toen de oude god Väinämöinen, aan het reizen was op zoek naar een vrouw, werd hij gevangengenomen door de Louhi, de oude meesteres van Pohjola, het land van het Noorden.
In ruil voor een vrije doorgang terug naar zijn thuisland wilde de toverkol Louhi van Pohjola dat hij de sampo, een magisch voorwerp dat voor voorspoed kon zorgen, maakte.
Väinämöinen antwoordde dat hij niet in staat was om er een voor haar te maken, maar dat Ilmarinen dat wel kon. Hij beloofde haar dat hij de grote smid naar Pohjola zou sturen om de sampo voor haar te smeden.
In ruil voor het wonderlijke voorwerp zou Louhi ook aan Ilmarinen haar dochter ten huwelijk schenken.
Nadat hij terug naar huis is gekeerd, probeert Väinämöinen Ilmarinen te overtuigen met verhalen over de schoonheid van de maagd, en hem daarmee naar Pohjola te lokken.
Maar Ilmarinen doorziet de list, en weigert.
Väinämöinen geeft echter niet op en haalt de smid over om in een dennenboom te klimmen, om maanlicht dat zwak op de takken schijnt mee naar beneden te halen, waarna Väinämöinen door middel van een magisch lied een stormwind aanroept die Ilmarinen wegblaast naar Pohjola.
Eenmaal daar wordt hij benaderd door de tandeloze heks, Louhi en haar dochter, de Maagd van Pohjola, en nadat hij de maagds schoonheid heeft gezien, stemt hij er in toe om een sampo te smeden.
Voor drie dagen zocht hij een plek om een groot smidsvuur te bouwen, in die smidse plaatste hij metalen en begon hij te werken, geholpen in het verzorgen van een magisch vuur door de slaven van Pohjola.
Op de eerste dag keek Ilmarinen in het vuur, en daar zag hij dat het metaal de vorm van een kruisboog had aangenomen, met een gouden boog, een koperen schacht, en pijlpunten van zilver.
Maar de boog had een duistere geest, en eiste elke dag een nieuw slachtoffer, en daarom brak Ilmarinen hem, en gooide de stukken terug in het vuur.
Op de tweede dag, kwam er een metalen schip uit het vuur, met balken van goud, en koperen roeiriemen.
Hoewel prachtig om te aanschouwen, was het te duister van hart, te enthousiast om ten strijde te trekken, en daarom brak Ilmarinen de magische boot doormidden en gooide de stukken terug in het vuur, alweer.
Op de derde dag verscheen er een metalen koe, met hoorns van goud en de zon en sterren op zijn voorhoofd, maar de koe is humeurig, en wordt in stukken gebroken en gesmolten.
Op de vierde dag wordt er een gouden ploeg uit de oven getrokken, met een gouden ploegschaar, een koperen balk, en zilveren handvatten.
Maar ook de ploeg heeft zijn fouten blijkt als hij beplante landerijen en goede grasvelden wil omploegen, en dit keer in wanhoop vernietigt Ilmarinen zijn creatie opnieuw.
Woedend door zijn gebrek aan succes roept Ilmarinen de vier winden aan om zijn magische vlammen aan te drijven. De winden waaien voor drie dagen, totdat uiteindelijk de sampo geboren wordt, in de vorm van een magische molen die graan, zout en goud produceert.
Eindelijk tevreden met zijn creatie presenteert hij de molen aan Louhi die het onmiddellijk opsluit in een kluis diep onder de grond.
Zegevierend keert hij terug naar de Maagd van Pohjola. Ilmarinen gebiedt haar zijn vrouw te worden, maar tot zijn afkeuring weigert zij haar moederland te verlaten, hem dwingend alleen en afgewezen huiswaarts te keren.

#### Ilmarinens bruid van goud
Na het verlies van zijn eerste vrouw probeert de ontmoedigde Ilmarinen een nieuwe te smeden uit goud en zilver, maar hij vindt zijn gouden vrouw koud en hard.
Onthutst probeert hij haar uit te huwelijken aan zijn broer Väinämöinen, maar de oude wijze man wijst haar af, en zegt dat ze terug gegooid zou moeten worden in de oven, en hij vertelt Ilmarinen “smeed uit haar een duizend sieraden”.
Verder sprekend tegenover zijn gehele volk, voegt hij verder toe:
“Ieder kind uit Noordland, luister,
Hetzij arm, of fortuinlijk;
Buig nooit voor een beeltenis
Geboren uit gesmolten goud en zilver:
Nooit onderwijl de maan zachtjes schijnt,
Kies een maagd van metaal,
Kies een bruid uit goud gecreëerd,
Koud zijn de lippen van gouden maagden,
Zilver ademt de adem van berouw.”
Het verhaal van de Gouden Vrouw kan gezien worden als een waarschuwend verhaal gebaseerd op het thema van “geluk kun je niet kopen”.
Er kunnen ook lijnen getrokken worden naar het Frankensteinverhaal, in zoverre dat zelfs de meest getalenteerde onder de sterfelijken niet kunnen rivaliseren met goddelijke perfectie als het gaat om het creëren van leven.